# Richard Eidestedt
Richard Eidestedt (* 20. Juni 1987) ist ein englischer Badmintonspieler schwedischer Herkunft.

## Karriere
Richard Eidestedt gewann in Schweden zehn Nachwuchstitel, bevor er für England 2008 bei den Scottish Open, dem Volant d’Or de Toulouse und den Irish Open erfolgreich antrat. Bei den Spanish International 2007 und der englischen Meisterschaft 2008 wurde er Zweiter.

## Sportliche Erfolge
| Saison    | Veranstaltung                     | Disziplin    | Platz | Name                                                       |
| --------- | --------------------------------- | ------------ | ----- | ---------------------------------------------------------- |
| 2001/2002 | Schweden: Einzelmeisterschaft U15 | Herrendoppel | 1     | Tim Foo / Richard Eidestedt (Örebro / Uppsala)             |
| 2003/2004 | Schweden: Einzelmeisterschaft U19 | Herrendoppel | 1     | Richard Eidestedt / Tim Foo (Uppsala KFUM)                 |
| 2003/2004 | Schweden: Einzelmeisterschaft U19 | Herrendoppel | 1     | Richard Eidestedt / Tim Foo (Uppsala KFUM)                 |
| 2003/2004 | Schweden: Einzelmeisterschaft U17 | Mixed        | 1     | Richard Eidestedt / Emma Wengberg (Uppsala KFUM / BK Aura) |
| 2003/2004 | Schweden: Einzelmeisterschaft U17 | Mixed        | 1     | Richard Eidestedt / Emma Wengberg (Uppsala KFUM / BK Aura) |
| 2003/2004 | Schweden: Einzelmeisterschaft U17 | Herrendoppel | 1     | Richard Eidestedt / Tim Foo (Uppsala KFUM)                 |
| 2003/2004 | Schweden: Einzelmeisterschaft U17 | Herrendoppel | 1     | Richard Eidestedt / Tim Foo (Uppsala KFUM)                 |
| 2004/2005 | Schweden: Einzelmeisterschaft U19 | Mixed        | 1     | Rickard Eidestedt / Emma Wengberg (BMK Aura)               |
| 2004/2005 | Schweden: Einzelmeisterschaft U19 | Herrendoppel | 1     | Richard Eidestedt / Tim Foo (Uppsala KFUM)                 |
| 2005/2006 | Schweden: Einzelmeisterschaft U19 | Herrendoppel | 1     | Richard Eidestedt / Tim Foo (Uppsala KFUM)                 |
| 2008      | Scottish Open                     | Herrendoppel | 1     | Richard Eidestedt / Andrew Ellis                           |
| 2008      | Volant d’Or de Toulouse           | Herrendoppel | 1     | Richard Eidestedt / Andrew Ellis                           |
| 2008      | Irish Open                        | Herrendoppel | 1     | Richard Eidestedt / Andrew Ellis                           |